# 波形編集ソフトウェア
波形編集ソフトウェア（はけいへんしゅうソフトウェア、英: digital audio editor）とは、コンピュータでのデジタルオーディオのノンリニア編集機能を提供するアプリケーションソフトウェアの分類の1つである。オーディオ編集ソフトウェア、波形エディタなどとも呼ぶ。オーディオファイルの作成、編集、分析、フォーマット変換などがおこなえ、音素材の収録や加工、音声分析、プリマスタリングなどに用いられる。一部のデジタル・オーディオ・ワークステーション（DAW）には波形編集ソフトウェアと類似の機能が含まれる。

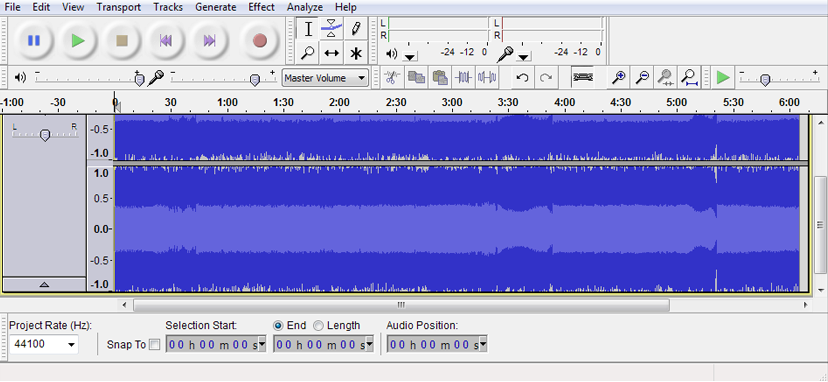
典型的な波形編集ソフトウェアの外観（Audacity）

一般的な波形編集ソフトウェアはオーディオデータの波形を時間軸上に表示できる外観を持ち、録音、再生プレビューおよびノンリニア編集がおこなえる。編集機能にはデータの切り貼りや時間長の変更、音量レベル調整や音量正規化やフェードイン／アウト、波形の直接描画、テストトーンの生成、ノイズリダクション、各種エフェクター処理などがあり、そのほかサンプリング周波数変換、量子化ビット数（ビット深度 (音響機器)）の変換およびディザリング、スペクトログラムや音調曲線による音響分析といった機能を備える。

## 波形編集ソフトウェアの例

### スペクトル編集対応
- Adobe Audition (アドビ、旧称Cool Edit Pro)
- Audacity (オープンソース)
- iZotope RX (iZotope)
- SpectraLayers (スタインバーグ←MAGIX←Sony Creative Software)
- WaveLab（英語版） (スタインバーグ)
- DigiOnSound（デジオン）

### スペクトル編集非対応・不明
- Amadeus Pro (HairerSoft、Mac専用)
- GoldWave (GoldWave)
- Sound Forge（英語版） (MAGIX←Sony Creative Software。SpectraLayersの付属するSuite版が存在)
- Sound it! (インターネット)
- SoundEngine (サイクル・オブ・フィフス)

### コマンドラインツール
- FFmpeg (オープンソース。メディア変換ソフトだが、多数のオーディオフィルタが実装されている)
- SoX（英語版） (オープンソース)

### 音声分析/ピッチ編集ソフトウェア
- Auto-Tune Pro
- Melodyne (Celemony Software（英語版）)
- Praat (オープンソース)
- VocAlign/ReVoice Pro (Synchro Arts)
- V-VOCAL (ローランド)

### 開発終了
- BIAS Peak（英語版） (BIAS（英語版）)
- Sound Designer II（Digidesign、Pro Toolsの前身製品）
- Sweep (オープンソース)
- Wave Editor TWE（ヤマハ）
- Soundtrack Pro (Apple)